# Turna
Pour la rivière ou la ville de Slovaquie, voir Turňa et Turňa nad Bodvou.
Turna (prononciation : [ˈturna]) est un village polonais situé dans la gmina de Korytnica dans le powiat de Węgrów et en voïvodie de Mazovie dans le centre-est de la Pologne.
Ce village se trouve à environ 6 kilomètres au nord-est de Korytnica, 9 kilomètres au nord-ouest de Węgrów (chef-lieu du powiat) et à 68 kilomètres au nord-est de Varsovie (capitale de la Pologne).
Le village a une population de 550 habitants en 2006.

## Histoire
De 1975 à 1998, le village appartenait administrativement à la voïvodie de Siedlce.